# 鲍尔陶·卡罗伊
鲍尔陶·卡罗伊（匈牙利語：Bartha Károly，1907年11月4日—1991年2月4日），匈牙利男子游泳运动员。他曾代表匈牙利参加1924年夏季奥林匹克运动会游泳比赛，获得男子100米仰泳铜牌。